# Мечислав Климович
Мечи́слав Стані́слав Климо́вич (пол. Mieczysław Stanisław Klimowicz; 14 грудня 1919, Сокаль — 26 серпня 2008, Вроцлав) — польський філолог, педагог, знавець історії літератури та театру, професор і ректор Вроцлавського університету, дійсний член Польської академії наук, депутат Сейму ПНР VI скликання. Спеціалізувався на літературі та театрі польського Просвітництва та їх зв'язками з культурним життям Європи того часу. Автор цінної серед театрознавців книжки «Początki teatru stanisławowskiego (1765—1773».

## Біографічні дані
Мечислав Климович народився в Сокалі, на вулиці, яка тепер названа іменем Івана Франка. Навчався в Сокальській гімназії, в якій опановував, зокрема, німецьку та латинську мови в Костя Бутринського й українську мову — в Юрія Дем'янчика. Був також головою полоністичного гуртка. Закінчивши гімназію в травні 1938 року, Климович наприкінці серпня того ж року вступив на польську філологію Краківського університету, а наприкінці жовтня (попри те, що не мав ще 21 року — призовного віку — й був студент) його забрали в армію. Служив у Луцьку й Ковелі, а коли почалася Друга світова війна, воював у складі 50 Полку кадетів піхоти 27 Волинської дивізії. Потрапивши в радянський полон, Климович опинився в таборі, що в містечку Талиці Московської області. Під час транспортування полонених на територію Польщі він утік біля Барановичів, а тоді переховувався в околицях Сокаля.
У лютому 1940 року перебрався на територію Генеральної губернії й зупинився в Белжці, де працював помічником мельника. З 1942 по 1943 рік Климович жив у Варшаві й заробляв на життя в різних будівельних фірмах. З 1942-го був членом Армії крайової. У 1943-му він вступив до партизанського загону так званої варшавської роти й воював на Люблінщині та на території Равського повіту. Потрапивши в руки поліції й гестапо, Климович відсидів один місяць у рава-руській в'язниці. У червні 1944 року брав участь у партизанських боях на півдні Люблінщини, у Сольській пущі. Климович належав до підпільної організації «Свобода і незалежність», виконував обов'язки командира роти, а згодом коменданта в Тишівцях аж до розгрому організації в 1947-му. У липні того ж року переїхав до Вроцлава й почав студіювати полоністику в місцевому університеті.
1951 року Климович захистив магістерську роботу. Водночас працював у Бібліотеці Народного закладу імені Оссолінських — спершу стипендіатом, а згодом науковим бібліотекарем. Дебютував у 1950-му статтею «Вистава „Міцкевич-Пушкін“ у Нижній Сілезії», опублікованій у виданні «Вроцлавські зошити» (зош. 3-4). З 1952 року він працював старшим асистентом в Інституті літературних досліджень ПАН, у Робітні літератури Просвітництва, відкритій у Вроцлаві. У 1955—1958 роках Климович молодший науковий співробітник, а у 1958—1961 роках — керівник цієї установи. 1958 року він розпочав викладацьку діяльність, ставши молодшим науковим співробітником на кафедрі польської літератури філологічного факультету у Вроцлавському університеті.
1960 року Климович став кандидатом наук за працю «Początki romansu listownego w literaturze polskiej czasów saskich». Тоді ж став членом редакції часопису «Pamiętnik Literacki», в якому публікував численні статті та рецензії. Від вересня 1960 до вересня 1961 року був стипендіатом ПАН у Парижі, де співпрацював із Жаном Фабром і збирав матеріали до історії театру XVIII століття. У 1963-му він захистив докторську дисертацію «Początki teatru stanisławowskiego 1765—1773». У 1964—1965 роках працював заступником декана, а в 1969—1972 роках — деканом філологічного факультету Вроцлавського університету. З 1969 по 1995 рік Климович був членом наукової ради Інституту літературних досліджень ПАН (ІЛД ПАН). У 1972—1975 роках виконував обов'язки проректора з наукової роботи Вроцлавського університету. 1972 року Климовича вибрали депутатом Сейму ПНР. У 1974-му він став надзвичайним професором. З 1975-го по 1980 рік науковець був членом правління Міжнародної асоціації порівняльної літератури. Обіймав посаду директора ІЛД ПАН від травня 1975-го до грудня 1981 року, коли його звільнили зразу ж після запровадження воєнного стану.
З 1975 по 1983 рік Климович працював у Центральній кваліфікаційній комісії у справах наукових кадрів, a в 1976—1981 роках очолював головний комітет Олімпіади польської мови і літератури. У 1977-му був вибраний крайовим членом ПАН в галузі суспільних наук. 1978 року Климович став звичайним професором i відтоді виконував обов'язки заступника голови Комітету наук про літературу ПАН (до 1981). У 1979-му він увійшов у число наукових редакторів видавничої серії «Biblioteka Narodowa» (за цю діяльність разом із редакційним колективом Климович одержав премію від голови ради міністрів). 1985 року Климовича обрали головою Вроцлавського наукового товариства, a наступного року — почесним членом Літературного товариства імені Адама Міцкевича. У 1986—1990 роках був членом редакційної ради видавничої серії ІЛД ПАН «Literary Studies in Poland». З 1987 по 1990 року Мечислав Климович обіймав посаду ректора Вроцлавського університету й у той час був головою Колегії ректорів вищих навчальних закладів Вроцлава. У 1989-му став почесним доктором Лілльського університету Шарля де Ґолля. Вийшовши на пенсію у грудні 1990 року, він ініціював створення на філологічному факультеті Вроцлавського університету Центру порівняльного літературознавства, яким керував до середини 1990-х. У 1990-му став співробітником редакції, а тоді й редакційної ради вроцлавського щомісячника «Одра». Упродовж двох каденцій Климович брав участь у засіданнях Комітету державних премій. 1976 року став членом-кореспондентом Польської академії наук, а 1986-го — дійсним членом. Він належав до числа членів Міжнародного товариства порівняльного літературознавства, Французького товариства досліджень XVIII століття й Польського товариства досліджень XVIII століття.

## Твори

### Власні праці
- Repertuar teatru warszawskiego w latach 1765—1767, «Pamiętnik Teatralny» 1962, z. 2;
- Początki teatru stanisławowskiego. Zespoły Villiersa i Rousselois, «Pamiętnik Teatralny» 1962, z. 3-4;
- Kształtowanie się i źródła polskiej doktryny teatralnej w latach 1765—1767, «Pamiętnik Literacki» 1963, z. 3;
- Z dziejów włoskiej opery komicznej 1765—1767, «Acta Universitatis Wratislaviensis» 1963, nr 13;
- Teatr Augusta III w Warszawie, «Pamiętnik Teatralny» 1965, z. 1;
- Komedia dell'arte w Warszawie. Trzy nieznane argumenty warszawskie, «Pamiętnik Teatralny» 1965, z. 1;
- Teatr Narodowy w latach 1774—1778, «Pamiętnik Teatralny» 1966, z. 1-4 [przedruk w: Teatr Narodowy w dobie Oświecenia, Wrocław 1967];
- Początki teatru stanisławowskiego (1765—1773), Warszawa 1965;
- Teatr Narodowy w latach 1774—1778, «Pamiętnik Teatralny» 1966, z. 1-4;
- Oświecenie. Warszawa: PWN, 1972
- Komedia dell'arte XVIII wieku i jej wpływ na rozwój sceny narodowej, «Pamiętnik Literacki» 1974, z. 2;
- Polska komedia oświeceniowa w kontekście europejskim, [w:] Z polskich studiów slawistycznych, Warszawa 1983;
- Teatr. Czasy saskie. Teatr publiczny i narodziny sceny narodowej. Okres od 1774 do 1789. Okres Sejmu Czteroletniego i insurekcji kościuszkowskiej, [w:] Warszawa w wieku Oświecenia, Wrocław 1986;
- Czy górale bili się pod Racławicami? Przyczynek do analizy «Cudu mniemanego» Wojciecha Bogusławskiego, «Pamiętnik Teatralny» 1993, z. 1-2;
- La commedia dell'arte alla corte di Augusto III di Sassonia [współaut.: Wanda Roszkowska], Wenecja [Inst. Veneto di Scienze] 1988;
- Literatura Oświecenia, [Dzieje Literatury Polskiej. Synteza uniwersytecka], wyd. 6, Warszawa 1998 [tu: trzy rozdziały o tym samym tytule Teatr i dramat].
- Polsko-niemieckie pogranicza literackie w XVIII wieku. Problemy uczestnictwa w dwu kulturach. Wrocław, 1998

### Редаговані праці
- Ignacy Krasicki, Pisma wybrane, t. 1-4, Warszawa 1954;
- Ignacy Krasicki, Komedie, Warszawa 1965;
- Teatr Narodowy 1765—1766. Raporty szpiega. Podpatrzył i opisał Jan Heine agent Franciszka Xawerego, królewicza polskiego, księcia regenta saskiego. Przełożył i opracował Mieczysław Klimowicz. Wstęp napisał Zbigniew Raszewski, Warszawa 1962, ss. 22 [druk bibliofilski — publikacja «Pamiętnika Teatralnego» na dziesięciolecie istnienia pisma].

### Белетристичні праці
- Wspomnienia z czasów zamętu, wydawnictwo Uniwersytetu Wrocławskiego, Wrocław 2005, s. 245, ISBN 83-229-2633-2

## Нагороди і відзнаки
- Орден Відродження Польщі (офіцер)
- Орден Відродження Польщі (кавалер)
- Орден Академічних пальм (офіцер)
- Орден Академічних пальм (кавалер)
- Премія II ступеня від міністра вищої освіти за досягнення в наукових дослідженнях (1965)
- Премія I ступеня від міністра вищої освіти за досягнення в наукових дослідженнях (1966)